# St Peter’s Church (Gullane)

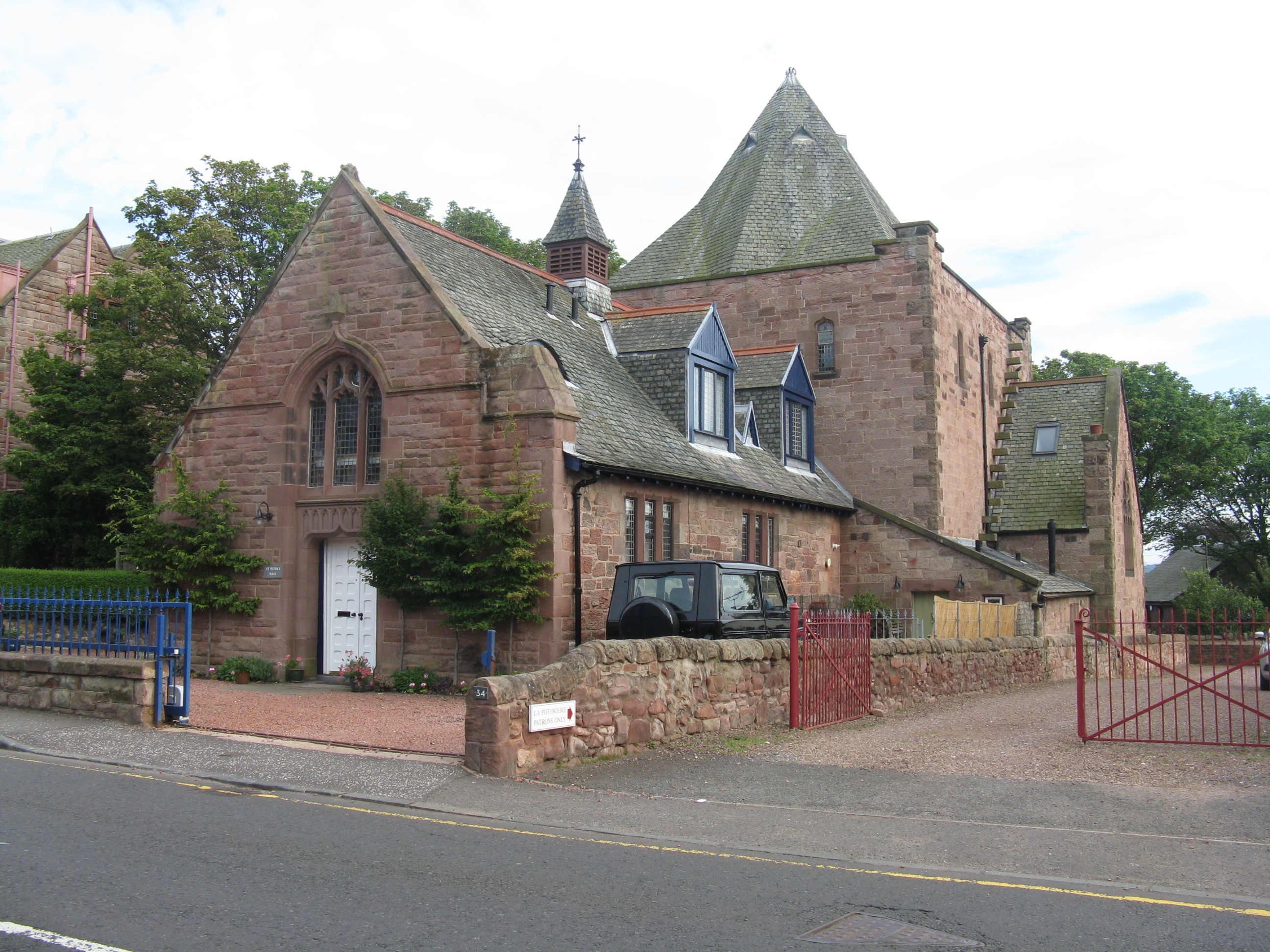
St Peter’s Church

Die St Peter’s Church ist ein ehemaliges Kirchengebäude in der schottischen Ortschaft Gullane in der Council Area East Lothian. Das Gebäude wurde zwischenzeitlich profaniert und umgebaut. 1971 wurde die zugehörige Gemeindehalle in die schottischen Denkmallisten in der höchsten Kategorie A aufgenommen.

## Geschichte
Die Kirche entstand im Laufe des 19. Jahrhunderts. Im Jahre 1908 wurde an der Südseite eine Gemeindehalle hinzugefügt. Die Pläne lieferte der schottische Architekt Sydney Mitchell, der selbst einen höheren Betrag zur Errichtung spendete und seine Arbeit zusätzlich nicht in Rechnung stellte. Mit einer Überarbeitung im Jahre 1947 wurde das Edinburgher Architekturbüro Dick Peddie, McKay & Jamieson beauftragt. 1990 wurde ein Antrag auf Umnutzung der Kirche zu Wohnraum gestellt, dem entsprochen wurde. Es entstand das St Peter’s House, das als Ferienwohnung angemietet werden kann.

## Gemeindehalle
Das Gebäude liegt an der Main Street (A198), der Hauptverkehrsstraße von Gullane, im Südwesten der Ortschaft. Die Gemeindehalle erhebt sich jenseits der länglichen ehemaligen Kirche und überragt diese. Es handelt sich um einen wuchtig wirkenden, gedrungenen Turm aus rötlichem Sandstein. An der Nordseite befindet sich die reliefiert gefasste und mit geschwungenem Sturz abschließende Eingangstüre. Des Weiteren ist dort eine Drillings-Spitzbogenfenster verbaut. Weitere Drillingsfenster mit gedrückten Spitzbögen sind an den Süd- und Westfassaden zu finden. Die Ostseite ist hingegen mit drei Rundbogenfenstern gestaltet. Das Gebäude schließt mit einem schiefergedeckten Pyramidendach.